# Justierschraube

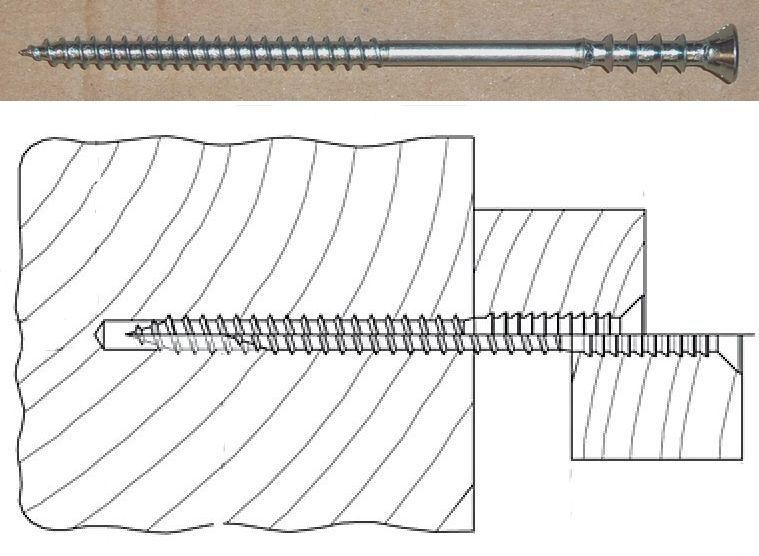
Justierschraube zu Verbindung zweier Holzteile. Rechtes Teil wird nach dem Einpressen der gerillten Schraubenpartie durch Linksdrehen der Schraube wieder vom linken Teil wegbewegt, es wird justiert.

Justierschrauben sind im Trockenbau verwendete Holzschrauben, mit denen z. B. Holzlatten mit justierbarem kleinen Abstand von einer Wand an dieser befestigt werden. Sie haben unter dem Schraubenkopf Sägezahn-förmige Rillen, die sich ins Holz so eingraben, dass ein axialer Formschluss zwischen Schrauben und Latte besteht. Dieses bedeutet, dass die Schraube sich im Verhältnis zu diesem Holz nicht mehr in ihrer Längsrichtung bewegen kann. Wird eine solche Schraube anschließend gedreht, so bewegt  sie sich axial nur in der Wand oder im darin befindlichen Dübel. Der Abstand zwischen Latte und Wand kann somit gezielt eingestellt (justiert) werden.
Schrauben zum Justieren an Geräten und Maschinen werden oft auch Justierschrauben (oder Einstellschrauben) genannt. Es handelt sich bei ihnen aber nicht um Schrauben in besonderer Bauweise, sondern um normale Schrauben mit Metallgewinde, deren einzige Besonderheit ist, dass sie mit Feingewinde (macht das Justieren feinfühliger) ausgerüstet sind.